# أغ قشلاق (خدا أفرين)
أغ‌ قشلاق هي قرية في مقاطعة خدا أفرين، إيران. عدد سكان هذه القرية هو 62 في سنة 2006.